# Gilbert Armenta
Gilbert Armenta er en amerikansk bankmand og forretningsmand. Han var kæreste med kryptovaluta pyramidespillet Onecoins (en) grundlægger Ruha Ignatova (en). Armenta blev i 2023 idømt 5 års fængsel i USA. Ifølge retsdokumenter hjalp han med at hvidvaske 300 millioner dollars i et af historiens største Ponzi-svindelnumre. Det gjorde Gilbert Armenta blandt andet ved at købe en georgisk bank, hvor Ruha Ignatova allerede var kunde. Han oprettede falske dokumenter for at skjule økonomiske transaktioners kriminelle karakter og oprindelse. Armenta købte også dyre aktiver som et privat jetfly og adskillige luksusvillaer med indtægter fra OneCoin.
OneCoin (en) var et internationalt pyramidespil (Ponzisvindel) baseret på Multi-level marketing på flere milliarder dollar, der mellem 2014 og 2016 bedragede millioner af investorer verden over.